# Rodney McGee
Rodney McGee (11 de marzo de 1974) es un deportista australiano que compitió en ciclismo en la modalidad de pista, especialista en la prueba de persecución por equipos. Su hermano Bradley también compite en ciclismo.
Ganó dos medallas en el Campeonato Mundial de Ciclismo en Pista, oro en 1995 y bronce en 1994.

## Medallero internacional
| Campeonato Mundial | Campeonato Mundial | Campeonato Mundial | Campeonato Mundial      |
| Año                | Lugar              | Medalla            | Competición             |
| ------------------ | ------------------ | ------------------ | ----------------------- |
| 1994               | Palermo (Italia)   | Medalla de bronce  | Persecución por equipos |
| 1995               | Bogotá (Colombia)  | Medalla de oro     | Persecución por equipos |